# Саритогайський сільський округ (Махамбетський район)
Саритога́йський сільський округ (каз. Сарытоғай ауылдық округі, рос. Сарытогайский сельский округ) — колишння адміністративна одиниця у складі Махабетського району Атирауської області Казахстану. Адміністративний центр та єдиний населений пункт — село Саритогай. Ліквідована у 2013 році та включена до Махамбетського сільського округу.
Населення — 1752 особи (2009; 1707 в 1999).